# Багрянцев, Михаил Иванович
Багрянцев Михаил Иванович (22 сентября 1909, Уральск — 9 сентября 1941, р-н Ропши) — лётчик-истребитель, старший лейтенант.

## Биография
Родился 22 сентября 1909 года в Уральске.
Во время Первой мировой войны потерял отца. Начал работать с 9-ти лет. Работал подмастерьем кустаря-жестянщика. В 1919 году ушёл из дома, стал воспитанником детских домов Баку, Орла и Ростова-на-Дону. В 1928 году устроился на работу на Таганрогский завод. В ряды РККА вступил в 1931 году. Во время службы в стрелковом полку был направлен в Ейскую военную школу морских лётчиков и летнабов. По окончании остался служить в школе лётчиком-инструктором. Принимал участие в советско-финляндской войне 1939—1940 гг. Участник воздушных боёв, за образцовое выполнение заданий был награждён орденом Красного Знамени.
Принимал участие в Великой Отечественной войне в качестве командира звена 5-го истребительного авиационного полка ВВС Краснознамённого Балтийского флота в звании старшего лейтенанта.
К моменту июля 1941 года на счету у лётчика было 35 боевых вылетов и 2 сбитых бомбардировщика противника. Награждён орденом Ленина за сбитого бомбардировщиками Ju-88 18 июля 1941 года в одиночном бою в районе Старой Руссы. 19 июля станция Уторгош также подверглась нападению противника Ju-88, силами Багрянцева были рассредоточены, стоявшие там эшелоны и тогда же им был совершён таран «юнкерса».
Погиб 9 сентября в воздушном бою в районе аэродрома Ропши. Погиб, пострадав от огня самолёта противника, во время атаки МЕ-109.

## Награды
- Орден Красного Знамени
- Орден Ленина